# أداة برمجية (ARJ)
أداة برمجية (ARJ) نسبةً إلى روبرت جونج، وتستخدم بغرض إنشاء ملفات مؤرشفة مضغوطة ذات جودة عالية، ويتواجد حاليًا في الإصدار 2.86 من أنظمة التشغيل المتواجدة في الأقراص داخل الحواسيب و 3.20 مايكروسوفت ويندوز؛ والذي بدوره يدعم بنية إنتل ذات ال  16 بت، 32 بت و 64 بت.

## نبذة
أداة برمجية (ARJ) كانت واحدة من عدة أدوات مستخدمة في ضغط الملفات لأنظمة التشغيل والويندوز خلال أوائل ومنتصف التسعينات. ويذكر بأنه تمت تغطية أجزاء من برمجية ARJ من خلال براءات الاختراع الأمريكية 5,140,321 (منتهية الصلاحية). حيثُ كانت الاداة الأكثر مساعدة في ضغط الملفات في ذلك الوقت وعندها تم توثيق ARJ بشكلٍ جيد مع أكثر من 150 مفتاحًا موثقًا بشكل خاص لخط الأوامر وهذا ما ساعدَ على انتشارها ضمن نطاقٍ واسع.

## داعم الملفات المنسقة في البرمجيات الأخرى
يمكن فك ضغط مؤرشفات برمجية ARJ بالاستعانة بأدوات مختلفة لا تدعمها برمجية روبرت جونج؛ حيثُ أن هناك برمجيات مجانية تعمل على إعادة تفعيل النظام، فمثل برمجيات Zip7-, Zipeg , WinRAR لها القدرة على فك ضغط الملفات. في حين أن ملفات .arj الخاصة بسلسلة انظمة التشغيل ل macOS تعتبر أداة مستقلة مثلها مثل أنظمة DeArj و UnArjMac المُتاحة.

## روابط خارجية
- ARJ Software Inc.
- ARJ مفتوح المصدر